# Café de Paris

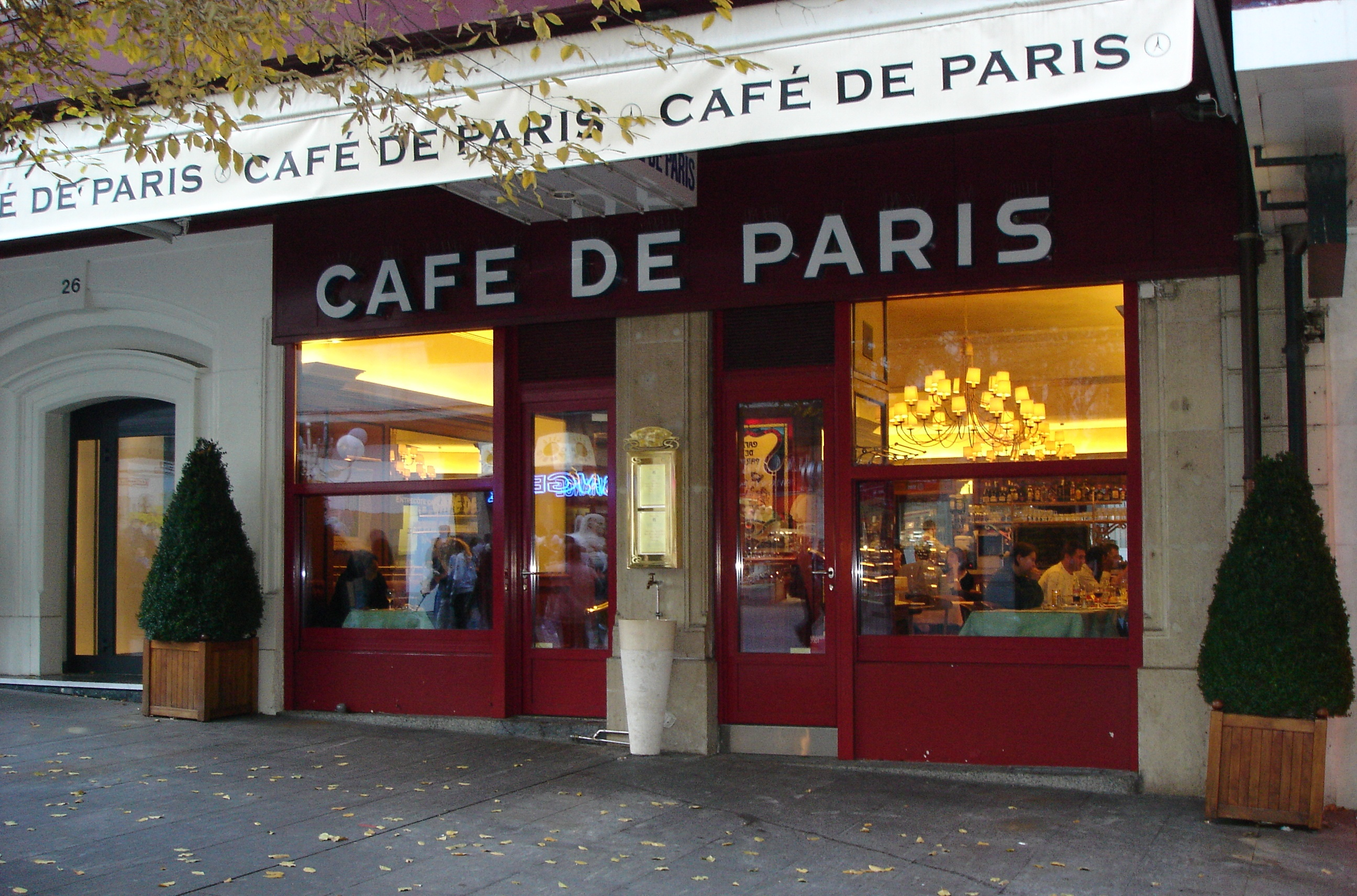
Café de Paris in Genf

Mit Café de Paris wird einerseits eine kalte Buttermischung und andererseits eine diese Buttermischung beinhaltende warme Sauce bezeichnet. Sie wird zu verschiedenen Fleischgerichten serviert. Bei der Bezeichnung des Gerichts folgt dem Namen des Fleisches der Zusatz „Café de Paris“, z. B. „Entrecôte Café de Paris“ oder „Filet Café de Paris“.
Ebenfalls als Café de Paris wird eine Gewürzmischung bezeichnet, die zur Herstellung der vorgenannten Butter bzw. Sauce dient, aber auch als vielseitiges Würzmittel für Fleisch- und Fischgerichte sowie Gratins, Dips und Mayonnaisen Verwendung findet.

## Entstehung
Die Sauce entstand in den 1930er Jahren im Restaurant du Coq d’Or der Familie Boubier in Genf. Die Tochter von Madame Boubier heiratete den Eigentümer des Restaurants Café de Paris, nach dem die Sauce benannt wurde. Das Café de Paris ist dafür bekannt, als einziges warmes Gericht auf der Speisekarte Entrecôte mit Buttersauce, grünem Salat und Pommes Allumettes anzubieten.

## Zubereitung
Die in Rezepten am häufigsten genannten Zutaten für die Buttermischung sind neben Butter: Tomatenpüree, Senf, Kapern, Schalotten (oder Zwiebeln), Estragon, Sardellen, Cognac oder Madeira, Currypulver sowie Paprikapulver.
Für die Sauce wird nach gängiger Auffassung Sahne aufgekocht und mit Mehlbutter leicht gebunden. Dann wird die Buttermischung unter die nicht mehr kochende Sahne gezogen.
Die Originalrezepturen des Café de Paris in Genf sowohl für die Buttermischung als auch die Sauce sind bislang nicht bekannt geworden.

## Belege
- Richard Hering, Walter Bickel (Hrsg.): Herings Lexikon der Küche. 18., überarbeitete Auflage. Fachbuchverlag Dr. Pfanneberg, & Co., Giessen 1978, ISBN 3-8057-0218-3, S. 43